# Земомисл Поморянський
Земомисл Поморянський (*між 1000 та 1020—після 1047) — князь Поморянії. Став засновником династії Грифичів.

## Життєпис
Про його походження відомо замало. Ймовірно походив з давнього князівського роду племені поморян. За материнською лінією був родичем династії П'ястів (донька Земомисла або Болеслава I, Мешко I. У 1031 році, скориставшись повстанням проти польського короля Мешка II магнатів на чолі з Безпримом. У 1034 році остаточно здобув самостійність. Столицею можливо було місто Колобжег.
Водночас вимушений був визнати зверхність Священної Римської імперії. Залежність була номінальною, проте забезпечувала захист князівства Поморянії від зазіхань Польщі. Про подальшу діяльність Земомисла відомо замало. 24 червня 1046 року разом з Казимиром I, князем Польщі, Бржитіславом I, князем Богемії, брав участь у з'їзді в Мерзенбурзі, де напевне підтвердив васальну залежність від імператора Генріха III. 29 червня того ж року в Мейсені слов'янські князі уклали мирний договір між собою.
Втім у 1047 році зазнав поразки від Казимира I й визнав його зверхність. Утім Земомисл зберіг владу над своїм князівством. Дата смерті невідома. Вважається батьком або дідом князя Святобора I.